# Xylocopa micans
Xylocopa micans är en biart som beskrevs av Amédée Louis Michel Lepeletier 1841. Xylocopa micans ingår i släktet snickarbin, och familjen långtungebin. Inga underarter finns listade i Catalogue of Life.

## Beskrivning
Honan är svart med ett blått till grönt metalliskt skimmer, medan hanen är mera tydligt blått eller grönt metallglänsande. Hanen har också gula markeringar i ansiktet under antennivå. Vingarna är halvgenomskinliga med bruna till brunsvarta ribbor, och behåringen är mycket gles. På bakbenen har arten dock kraftiga hårborstar. Honan har en kroppslängd av 15 till 19 mm, hanen 16 till 19 mm. Båda könen har en kraftig kroppsbyggnad som något påminner om humlor. Humlorna har dock mindre huvuden och betydligt hårigare bakkroppar.

## Utbredning
Utbredningsområdet omfattar i USA sydvästra Arkansas, Texas, Mississippi, Louisiana, North Carolina, South Carolina, Alabama, Georgia och Florida. Söderut når utbredningsområdet till Guatemala.

## Ekologi
Arten lever framför allt i kustområden, men påträffades mellan 2005 och 2011 sex gånger i Arkansas. Fynden ses av forskarna som ett tecken på att arten sprider sig.
Xylocopa micans är polylektisk, den flyger till blommande växter från många olika familjer: Ärtväxter, korgblommiga växter, flockblommiga växter, kransblommiga växter, kinesträdsväxter, måreväxter, malvaväxter, järneksväxter, syrenväxter, rosväxter, sumakväxter, potatisväxter och Surianaceae. Det är vanligt att arten stjäl nektar genom att utifrån bita hål på blommans nektargömme, hellre än att göra sig besväret att suga upp nektarn med sin tunga.
Som de flesta snickarbin (med undantag för undersläktet Proxylocopa) bygger arten bon i dött eller murknande trä. Arten har bland annat setts vid bon utgrävda dels i en död gren från en ligusterart, dels i en gren på en rödlönn.

## Bildgalleri

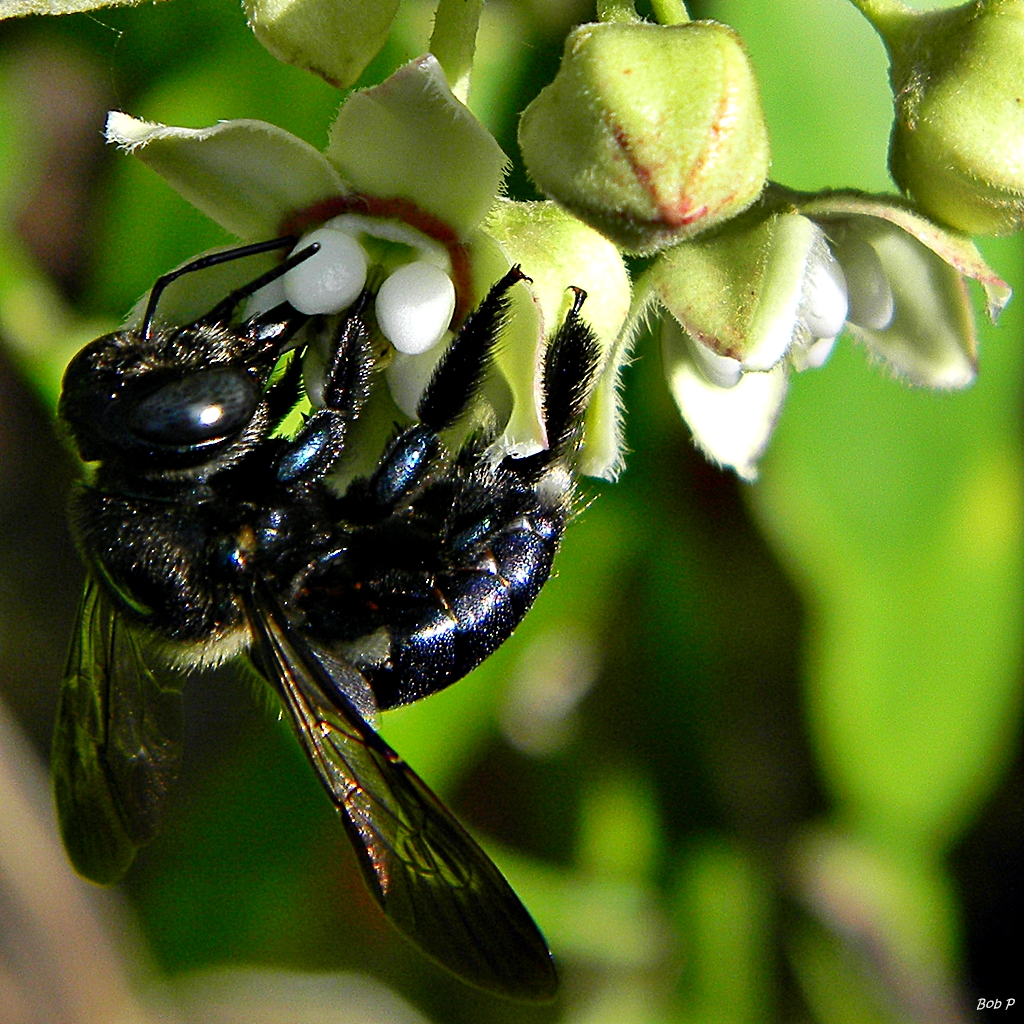
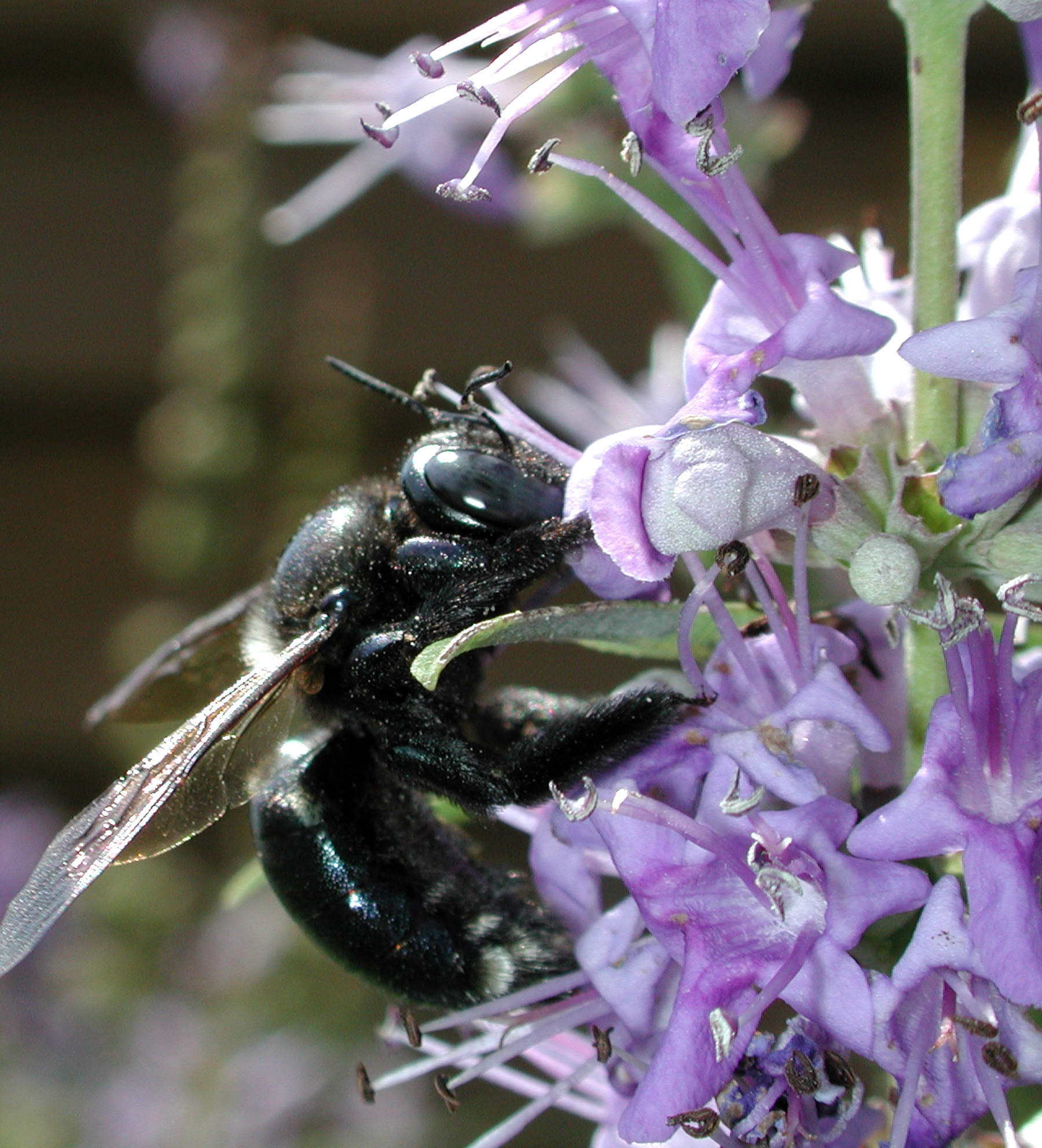
Xylocopa micans på Vitex-art.